# Parzinn und Steinkar

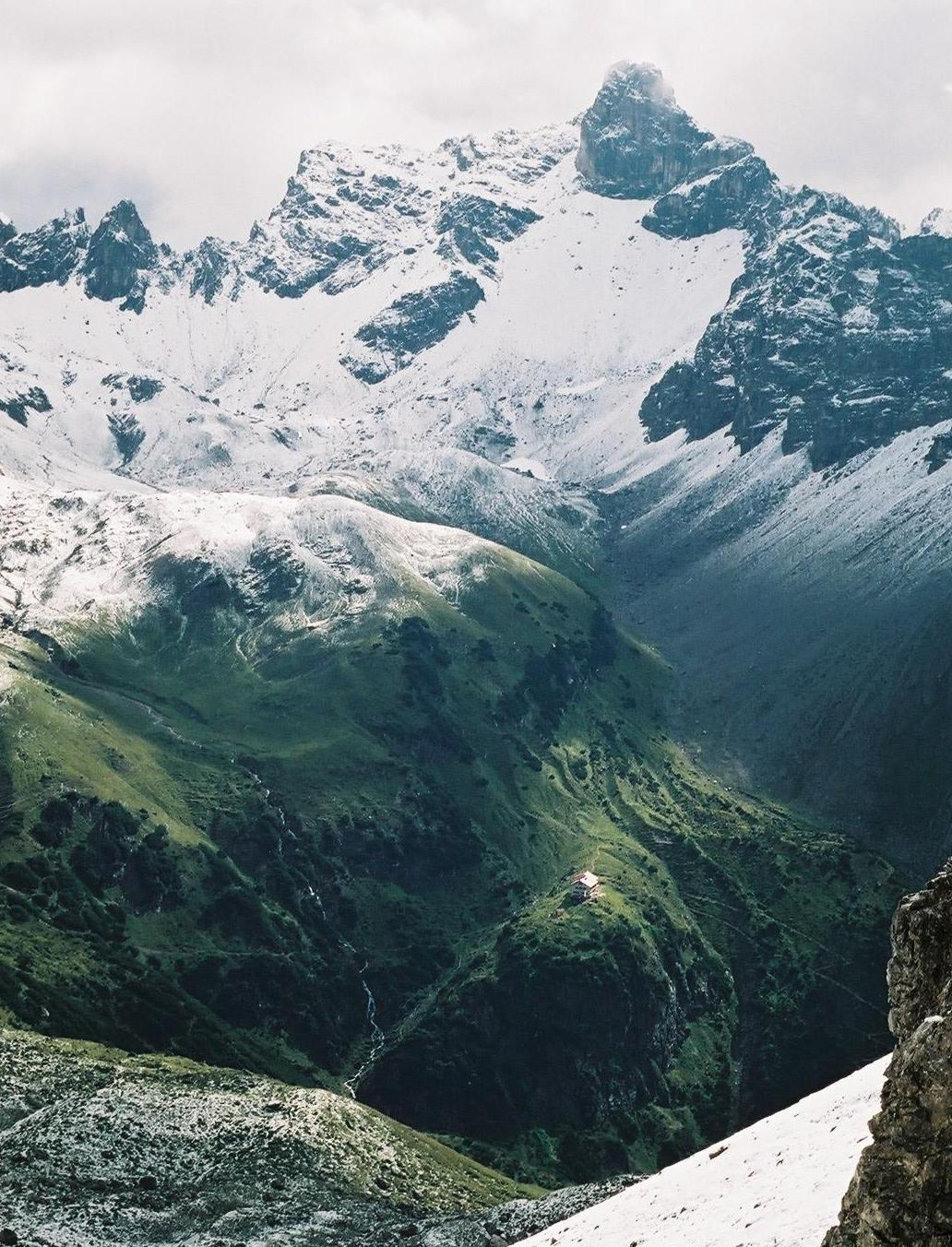
Steinkar mit Steinseehütte und Bergwerkskopf im Hintergrund

Das Parzinn bildet zusammen mit dem Steinkar eine Gebirgsgruppe innerhalb der Lechtaler Alpen im österreichischen Bundesland Tirol, wobei das Steinseekar den Südteil bildet und das eigentliche Parzinn den Nordteil. Im Parzinn-Steinkar-Gebiet gibt es 47 Zweitausender; die höchste Erhebung ist die Große Schlenkerspitze mit einer Höhe von 2831 Metern über der Adria (2831 m ü. A.). Das die Landschaft prägende Material ist im Gipfelbereich der Kalkstein in der lithostratigrafischen Ausprägung des Hauptdolomits.

## Lage und Umgrenzung
Das Gebiet liegt etwa 60 Kilometer westlich von Innsbruck und 8 km nördlich von Zams im Oberinntal. In der Literatur wird das Parzinn im Norden durch die gedachte Linie von Gramais im Westen, dem Satteltal und dem Dorf Boden am östlichen Ende begrenzt. Im Osten bilden das Fundaistal, das Brunnkarjöchl und der Parsennbach die Begrenzung, im Süden das Oberinntal von Mils bis Starkenbach und im Westen das südliche Medriol und die Torspitzgruppe im Norden.

## Gipfel
In der Gebirgsgruppe Parzinn-Steinkar gibt 47 Zweitausender. Diese Auswahl berücksichtigt allerdings nur einen Teil der in der Österreichischen Karte 1:50.000 aufgeführten Gipfel im Parzinn-Steinkar-Gebiet:
- Gufelköpfe (Vorderer und Hinterer Gufelkopf, 2426 und 2592 m)
- Mittelkopf (2390 m)
- Steinkarspitze (2287 m)
- Parzinnspitze (2613 m)
- Schneekarlespitze (2641 m)
- Dremelspitze (2733 m)
- Hanauer Spitze (2553 m)
- Schlenkerspitzen (Kleine und Große Schlenkerspitze, 2746 und 2831 m)
- Reichspitze (2590 m)

Im Bergwerkskamm, ein in südöstlicher Richtung verlaufenden Nebenkamm:
- Bergwerkskopf (2728 m)
- Wildkarlejöchl (2616 m)

Im Kogelseekamm am westlichen Rand des Gebietes gelegen:
- Kogelseespitze (2647 m)
- Kogel (2318 m)
- Wildkarspitze (2573 m)
- Tajaspitze (2587 m)

## Touristische Erschließung
Die ersten Touristen in dem Gebiet waren Anton Spiehler und Gefährten. In den 1880er Jahren bestiegen sie als erste die alpinistisch wichtigsten Gipfel. Erschlossen wird das Gebiet heute durch einige wenige Wanderwege, so durchquert der europäische Fernwanderweg E4 das Parzinn. Als Stützpunkte für den Alpinismus dienen die Steinseehütte, Hanauer Hütte, Memminger Hütte und das Württemberger Haus, als Schutzhütten des Alpenvereins. In der Umgebung dieser Hütten gibt es Kletterrouten in verschiedenen Schwierigkeiten. Erreichbar ist das Parzinn von Süden aus dem Oberinntal, von Norden aus dem Streimbachtal und aus dem Westen vom Otterbachtal.